# Tournoi de tennis de Venise
Le tournoi de Venise est un tournoi de tennis du circuit masculin de l'ATP World Tour dans la catégorie Grand Prix joué à Venise entre 1981 et 1983 sur terre battue à l'extérieur.
En 1984, une édition a été organisée dans la ville voisine de Trévise, toujours sur terre battue.
Une édition féminine du circuit Virginia Slims World Tennis Pro Tour y a également été organisée en 1971.

## Palmarès dames

### Simple
| No | Date       | Nom et lieu du tournoi               | Catégorie   | Dotation | Surface      | Vainqueure     | Finaliste    | Score         |         |
| -- | ---------- | ------------------------------------ | ----------- | -------- | ------------ | -------------- | ------------ | ------------- | ------- |
| 1  | 28-07-1971 | Ford Capri Womens Tournament, Venise | WT Pro Tour | 20 000 $ | Terre (ext.) | Helga Masthoff | Rosie Casals | 3-6, 6-4, 6-3 | Tableau |

### Double
| No | Date       | Nom et lieu du tournoi              | Catégorie   | Dotation | Surface      | Vainqueures                     | Finalistes                   | Score         |         |
| -- | ---------- | ----------------------------------- | ----------- | -------- | ------------ | ------------------------------- | ---------------------------- | ------------- | ------- |
| 1  | 28-07-1971 | Ford Capri Womens Tournament Venise | WT Pro Tour | 20 000 $ | Terre (ext.) | Rosie Casals Judy Tegart-Dalton | Gail Sherriff Françoise Dürr | 3-6, 6-4, 6-4 | Tableau |

## Palmarès messieurs

### Simple
| No | Date       | Nom et lieu du tournoi                          | Catégorie | Dotation | Surface      | Vainqueur        | Finaliste        | Score         |  |
| -- | ---------- | ----------------------------------------------- | --------- | -------- | ------------ | ---------------- | ---------------- | ------------- |  |
| 1  | 15-06-1981 | Torneo Internazionale Citta di Venezia, Venise  |           | 50 000 $ | Terre (ext.) | Mario Martínez   | Paolo Bertolucci | 6-4, 6-4      |  |
| 2  | 07-06-1982 | Torneo Internazionale Citta di Venezia, Venise  |           | 75 000 $ | Terre (ext.) | José Luis Clerc  | Peter McNamara   | 7-6, 6-1      |  |
| 3  | 06-06-1983 | Torneo Internazionale Citta di Venezia, Venise  |           | 75 000 $ | Terre (ext.) | Roberto Argüello | Jimmy Brown      | 2-6, 6-2, 6-0 |  |
| 4  | 12-11-1984 | Torneo Internazionale Citta di Treviso, Trévise |           | 75 000 $ | Terre (ext.) | Vitas Gerulaitis | Tarik Benhabiles | 6-1, 6-1      |  |

### Double
| No | Date       | Nom et lieu du tournoi                          | Catégorie | Dotation | Surface      | Vainqueurs                      | Finalistes                       | Score    |  |
| -- | ---------- | ----------------------------------------------- | --------- | -------- | ------------ | ------------------------------- | -------------------------------- | -------- |  |
| 1  | 07-06-1982 | Torneo Internazionale Citta di Venezia, Venise  |           | 75 000 $ | Terre (ext.) | Carlos Kirmayr Cássio Motta     | José Luis Clerc Ilie Năstase     | 6-4, 6-2 |  |
| 2  | 06-06-1983 | Torneo Internazionale Citta di Venezia, Venise  |           | 75 000 $ | Terre (ext.) | Francisco González Víctor Pecci | Zoltán Kuhárszky Steve Krulevitz | 6-1, 6-2 |  |
| 3  | 12-11-1984 | Torneo Internazionale Citta di Treviso, Trévise |           | 75 000 $ | Terre (ext.) | Pavel Složil Tim Wilkison       | Jan Gunnarsson Sherwood Stewart  | 6-2, 6-3 |  |